# Фернандо Ромай
Фернандо Ромай (ісп. Fernando Romay, 23 вересня 1959) — іспанський баскетболіст.
Срібний призер Олімпійських Ігор 1984 року, учасник 1980 року.
Срібний призер Чемпіонату Європи 1983 року.
Бронзовий призер Юнацького чемпіонату Європи (U-18) 1976, 1978 років.